# Shin Won-ho (Fußballspieler)
Shin Won-ho (kor. 신원호; * 19. Mai 2001) ist ein südkoreanischer Fußballspieler.

## Karriere
Shin Won-ho erlernte das Fußballspielen in den Schulmannschaften der Muwon Elementary School, Gunpo Middle School sowie der Boin High School. Seinen ersten Vertrag unterschrieb er 2020 beim japanischen Verein Gamba Osaka. Die erste Mannschaft des Vereins spielte in der ersten Liga, der J1 League. Die U23-Mannschaft trat in der dritten Liga, der J3 League, an. 2020 wurde er sechsmal in der U23 eingesetzt. Für Gamba kam er in der ersten Liga nicht zum Einsatz. Im Juni 2022 wechselte er in sein Heimatland und unterschrieb er einen Vertrag beim Erstligisten Suwon Samsung Bluewings.